# Тигиртиш
Тигиртиш — хребет системы Кузнецкого Алатау. Тянется с юго-запада на северо-восток на 25 км на севере Аскизского района Хакасии и западной границы Республики Хакасия с Кемеровской областью.
Наивысшая абсолютная высота 2046,2 м — гора Большой Зуб. Резко- и глубокорасчленённое среднегорье, на крутых склонах — каменистые осыпи и отдельные останцы, высотой от 8—17 м, типичен криогенный мезо- и микрорельеф.
Выше 1200 м над уровнем моря господствуют тундровые ландшафты (мохово-лишайниковые и кустарниковые) на горно-тундровых почвах, нижняя часть склонов покрыта темнохвойной тайгой. На северном склоне из многочисленных каровых и цирковых озёр берут начало притоки реки Бельсу.

## Топографические карты
- Лист карты N-45-83 Кашпар. Масштаб: 1 : 100 000. Состояние местности на 1984 год. Издание 1989 г.